# Oxalis mira
Oxalis mira är en harsyreväxtart som beskrevs av A. Lourleig. Oxalis mira ingår i släktet oxalisar, och familjen harsyreväxter. Inga underarter finns listade i Catalogue of Life.